# Annita Gyldtenungæ
Annita Ebba Margareta Gyldtenungæ, född Bengtsson den 6 januari 1917 i Vasa församling, Göteborg, död 14 juli 1945 i Oscars församling, Stockholm, var en svensk skådespelare.
Gyldtenungæ filmdebuterade 1939 i Emil A. Lingheims Kalle på Spången och hann göra fem filmer innan hon avled 28 år gammal. Hon var från 1941 gift med kamrer Gunnar Lindemark (född 1917), och de fick tillsammans dottern Vibeke, född 1944. Gyldtenungæ begick självmord i juli 1945 två dagar efter att hennes make tagit sitt liv.

## Filmografi
- 1939 – Kalle på Spången
- 1941 – I natt – eller aldrig
- 1941 – Landstormens lilla argbigga
- 1943 – Kvinnor i fångenskap
- 1943 – Som du vill ha mej